# Caesar at Alesia
Caesar at Alesia är ett historiskt konfliktspel om slaget vid Alesia år 53 f.Kr. av Robert Bradley och utgivet av Avalon Hill 1976.
Spelet heter egentligen (enligt rubriken på lådan) "Caesar", med undertiteln "Epic Battle of Alesia", men är känt inom konfliktspelshobbyn under namnet "Caesar at Alesia". I likhet med liknande krigsspel från samma period är det konstruerat för två spelare, men upp till fyra kan delta. Varje sida kontrollerar antingen de romerska styrkorna under Julius Caesar eller de galliska under Vercingetorix. Spelplanen är täckt med ett nät av hexagoner för att reglera förflyttning och strid och föreställer staden Alesia med de romerska befästningsverken runtomkring. Målet för den galliska spelaren är att förflytta hövdingen Vercingetorix från staden och bort från spelplanen. Den romerske spelaren måste förhindra detta. Hur det går i slaget i övrigt är av underordnad betydelse. Den galliske spelaren har möjlighet att flytta sina trupper utanför spelplanen utan motspelarens insyn, vilket tillför ett spänningsmoment.